# 7316-os mellékút (Magyarország)
A 7316-os számú mellékút egy 12,5 kilométer hosszú, négy számjegyű mellékút Veszprém vármegye déli részén; a Balaton-partot köti össze Tapolca térségével a Tapolcai-medence keleti szélén, bazaltvulkáni tanúhegyek között kanyarogva.

## Nyomvonala
A 71-es főútból ágazik ki, annak 75+600-as kilométerszelvényénél, a Badacsonytomajhoz tartozó Badacsonyörs területén, északnyugat felé, Kisörsi utca néven. Alig 300 méter után nyugatnak fordul, és 1,2 kilométer után, Badacsonytomaj központjában egy körforgalmú csomópontba ér. Innen északra a 7344-es út (települési nevén Káptalantóti út) ágazik ki, nevéhez híven Káptalantóti felé; dél felől a 73 143-as út (Fő utca) torkollik be, bő 800 méter megtétele után, Badacsonytomaj központja felől, a 7316-os pedig északnyugat felé indul tovább, a József Attila utca nevet viselve.
2. kilométere után elhagyja Badacsonytomaj házait, majd 2,9 kilométer megtétele után átlép Nemesgulács területére. Itt egy darabig nyugat felé húzódik, majd egy elágazáshoz érve észak-északnyugat felé fordul, a korábbi, nyugati irányt pedig a 73 104-es útszámozás követi tovább, Badacsonytördemic északi széléig.
4,5 kilométer után, Nemesgulács legelső házai előtt beletorkollik dél-délnyugat felől a 7341-es út, amely 8,4 kilométer megtételén van túl; itt északnak fordul és ismét a József Attila utca nevet veszi fel. 5,4 kilométer után kiágazik belőle a 7345-ös út (Vasút utca), a Székesfehérvár–Tapolca-vasútvonal Nemesgulács-Kisapáti megállóhelye, Kisapáti és Tapolca déli része felé. Itt az út egy kicsit keletebbi irányt vesz, nem sokkal ezután elhagyja a falu központját, és a 6+650-es kilométerszelvényénél beletorkollik – 2,6 kilométer megtétele után – a 73 144-es út, a 7313-as út és Káptalantóti központja felől.
Itt újabb irányváltással észak-északnyugat felé kanyarodik, és a 7+200-as kilométerszelvényénél belép Gyulakeszi területére. Pontosan a 10. kilométerénél, Gyulakeszi legelső házai előtt beletorkollik a 7313-as út, Zánka, Köveskál és a Káli-medence más települései felől, 18,3 kilométer megtétele után. A községben Kossuth utca a neve, és fokozatosan nyugat felé kanyarodik, ameddig ki nem lép Gyulakeszi házai közül.
A 10+600-as kilométerszelvényénél már ismét északabbi irányt vesz, kevéssel ezután Tapolca területére lép és ott ér véget, Gyulakeszi út néven, beletorkollva a 77-es főút egy körforgalmú csomópontjába, a főút 44+650-es kilométerszelvényénél. Egyenes folytatása a körforgalom túlsó oldalán a 7317-es út, amely Devecsertől Nyirádon át húzódik idáig és szintén itt ér véget.
Teljes hossza, az országos közutak térképes nyilvántartását szolgáló kira.gov.hu adatbázisa szerint 12,512 kilométer.

## Települések az út mentén
- Badacsonyörs
- Badacsonytomaj
- Nemesgulács
- Gyulakeszi
- Tapolca

## Története
Feltevések szerint már az ókori Római Birodalom idején húzódott út ebben a térségben, a mai Ábrahámhegy és Tapolca területe között, tehát nagyjából a mai 7316-os út nyomvonalán.
Említésre kerül az út Zala vármegye 1831. évi útkönyvében, mint azon utak egyike, amelyek a „Balaton-melléki vagy Balatonfüred-savanyúvízi országút”-ból „kiágazó vagy avval összvejövő mellék- és kereskedési összveköttetésekről említést érdemlő utak”. A leírás így említi: „Azon út, mely a bácsi kőhídnál káptalantóti, tördemici, gulácsi és szigligeti helységek, nemkülönben az igen nevezetes badacsonyi, szentgyörgyi és szigligeti szőlőhegyek felé mégyen”.

## Hídjai
Egy jelentősebb hídja van, Nemesgulács határában, az Eger-víz hídja, az 5+413 kilométerszelvényben, ez a mai formájában 1975-ben épült.